# Панский приказ
Па́нский прика́з — один из центральных приказов Русского государства конца XVI — первой четверти XVII века, ведавший иностранцами на русской службе. В 1623/24 году преобразован в Иноземский приказ.

## История
Панский приказ известен с конца XVI века (в записках «О государстве русском» Джильса Флетчера (1588—1591) и «Писанных законах России (The Lawes of Russia Written)» (1598)). Первым проанализировал и сравнил эти два источника Д. В. Лисейцев и пришел к следующему выводу:

Учреждение <…> существовало уже в конце XVI века под названием Иноземного приказа, затем — по всей видимости, на рубеже XVI—XVII в. — было переименовано в Панский приказ, и в 20-е гг. вновь сменило имя на Иноземный (или Иноземский) приказ (возможно также, что два разных названия одного ведомства бытовали параллельно).

Свидетельства этих источников несомненно подтверждают существование приказа, ведовавшего иностранцами на русской службе, но никак не служат доказательством официального названия этого приказа. А неоднократная смена двух названий одного приказа без более весомых доказательств представляется странным. К тому же, у Дж. Флетчера приказ назван не Иноземным, как его по смыслу перевели переводчики, а «prechase shisivoy nemshoy», что, видимо, означает «приказ служивых немцев».
Скорее всего, в приказном обиходе употреблялись не только официальные названия приказов, но и названия, отражающие качественную характеристику того или иного приказа: как «приказ служилых немцев» и «приказ иноземцев». Официальное название приказа с момента его образования до 1623/24 г. было именно Панский, а с после — Иноземский. При этом на протяжении 20-х-30-х гг. XVII в. продолжало употребляться и старое название приказа как в личных челобитных подьячих и их списках, так и в Переписных книгах г. Москвы.
Панский приказ упоминается в упоминается в русско-английском словаре, составленном в 1619—1620 годах Ричардом Джемсом, как «учреждение, ведающее делами поляков» (англ. Panskoi precase, an office concerninge the Poles).

## Функции
Ведал иностранцами на русской службе, значительную часть которых в XVII веке составляли служилыми людьми из Польши и Великого Княжества Литовского, попавшими в плен и поверстанными в военную службу или поступившими добровольно в ходе событий в период и после Смутного времени. Возможно, имел отношение к обмену пленными. Помимо верстания также распределением иноземцев по полкам, выдачи им жалованья, судом и другими вопросами, связанными с их службой и проживанием, за исключением найма в Россию и отпуска на Родину, что было функцией Посольского приказа.
Сами иностранцы считали, что он имел «в своем заведовании земли, определённые на содержание иноземных наемных солдат, как то: поляков, шведов, голландцев, шотландцев и проч.», то есть ведал всеми иностранцами на русской службе и некоторыми городами, с которых получал частичное финансовое обеспечение.
В 1623/24 году преобразован в Иноземский приказ.

## Судьи (главы) Панского приказа
По Богоявленскому С. К. Панский приказ возглавляли судьи/главы, так в различные периоды должность занимали:
1. 1598—1599 г. — Салтыков, Михаил Глебович, окольничий
2. 1598—1599 г. — Татищев, Игнатий Петрович, думный дворянин
3. 1605—1606 г. — Басманов, Пётр Фёдорович, боярин
4. 1610—1611 г. — Молчанов, Михаил Андреевич, окольничий
5. 1613/14 — 1620/21 гг. — Лобанов-Ростовский, Афанасий Васильевич, князь, чашник, боярин (с 1618/19 г.)
6. 1621/22 — 1623/24 гг. — Черкасский, Иван Борисович, князь, боярин

### Справочные издания
- Государственность России: В 6 кн. Документация государственных учреждений и органов сословного управления: конец XV в. — февраль 1917 г. Словарь-справочник.. — Кн. 3.. — Москва: Наука, 2001. — 291 с.

Лохвицкий А. О. О Панском приказе // Журнал министерства народного просвещения. — 1857. — Т. 94 Отд. VII, № 4. — С. 24—25.

### Материалы и исследования
- Богоявленский С. К. Приказные судьи XVII века // Богоявленский С.К. Московский приказной аппарат и делопроизводство XVI—XVII веков / Отв. ред., авт. пред. Шмидт С. О. Сост., авт. вступ. ст., комм., подгот. Топычканов А. В.. — Москва: Языки славянской культуры, 2006. — С. 110, 214—308. — 608 с. — (Наследие москвоведения).
- Веселовский С. Б. Дьяки и подьячие XV—XVII вв.: Справочник / Под ред. Буганова В. И., Левшина Б. В.. — Москва: Наука, 1975. — 608 с.
- Демидова Н. Ф. Служилая бюрократия в России XVII века (1625—1700). Биографический справочник / Отв. сост. Иванова Г. А.. — Москва: Памятники исторической мысли, 2011. — 720 с.
- Ерешко А. Е. Иноземский (Панский) приказ в представлении иностранцев конца XVI—XVII столетий // Наука и образование в XXI веке: Сборник научных трудов по материалам Международной научно-практической конференции 30 декабря 2013 г: В 8 ч. / Министерство образования и науки РФ. — Ч. VII. — Москва: АР-Консалт, 2014. — С. 168—178. — 194 с.
- Лаптева Т. А. Документы Иноземного приказа как источник по истории России XVII века // Архив русской истории. — Вып. V. — 1994. — С. 109—127.
- Лисейцев Д. В. Панский (Иноземский) приказ в конце XVI — начале XVII столетий // Иноземцы в России в XV—XVII веках: Сборник материалов конференций 2002—2004 гг / Под общ. ред. Левыкина А. К.. — Москва: Древлехранилище, 2006. — С. 59—69. — 535[1] с.
- Скобелкин О. В. Служилые иноземцы и Иноземский (Панский) приказ в 10—20-х годах XVII века // Вестник Воронежского государственного университета. Серия: История. Политология. Социология. — 2011. — № 2. — С. 67—72.